# Nancy Galbraith
Nancy Galbraith (* 27. Januar 1951 in Pittsburgh/Pennsylvania) ist eine US-amerikanische Komponistin, Organistin und Musikpädagogin.

## Leben und Wirken
Galbraith hatte im Alter von vier Jahren den ersten Klavierunterricht. Sie studierte zunächst bis 1972 Komposition an der Ohio University und bis 1978 an der West Virginia University, dann von 1978 bis 1986 Komposition, Klavier und Orgel an der Carnegie Mellon University in Pittsburgh. Galbraith ist dort Professorin für Komposition und Musiktheorie und seit 1985 Musikdirektorin und Organistin an der Christ Lutheran Church der Stadt.
Seit 1974 komponierte sie etwa 120 Werke, die u. a. vom Pittsburgh Symphony Orchestra, der Sinfonietta Ventus, dem Trío Neos, dem Cuarteto Latinoamericano, und dem Celloensemble Cello Fury aufgeführt und international unter der Leitung von Dirigenten wie Gennadi Roschdestwenski, Mariss Jansons, Keith Lockhart, Sidney Harth, Samuel Jones und Robert Page gespielt wurden.

## Werke
- Rainbow Variations für Sinfonieorchester (1974)
- Etude 1: Insects für Klavier (1975)
- Etude 2: Moontide für Klavier (1975)
- Etude 3: Matthew für Klavier (1975)
- Etude 4: Clown Parade für Klavier (1976)
- Etude 5: Alverta für Klavier (1976)
- Quintet für Flöte, Oboe, Klarinette, Fagott und Klavier (1978)
- Haunted Fantasy für Klavier (1979)
- Macaronic Discussion für Bläseroktett (1980)
- Sidereal Time für Bläserquintett und Perkussion (1980)
- Dance für Bläserquintett (1982)
- Crucifixus für gemischten Chor und Orgel (1982)
- Nonet für Kammerensemble (1982)
- Glory to God für gemischten Chor und Orgel (1982)
- Time Cycle für Kammerensemble (1983)
- Rhapsody für Sinfonieorchester (1983)
- Spiritus Domini für gemischten Chor und Orgel (1984)
- A Man's a Man, Schauspielmusik (1984)
- Introduction and Fantasy für Sinfonieorchester (1984)
- Movement for Strings and Piano (1984)
- There Was Darkness für gemischten Chor und Orgel (1984)
- Fanfare and Fantasy for Brass Quintet (1984)
- Legend of Lovers, Schauspielmusik (1984)
- Suite for Woodwind Quintet (1985)
- The Tower für Sinfonieorchester (1985)
- Christman Canticle für gemischten Chor und Orgel (1985)
- Fantasia für Kammerensemble (1986)
- Hosanna to the Living Word für gemischten Chor und Orgel (1986)
- Holy Spirit Come and Shine für gemischten Chor und Orgel (1986)
- The Lord is Gracious für gemischten Chor und Orgel (1986)
- Psalm 23 für gemischten Chor und Orgel (1986)
- Prelude for Piano (1986)
- Noel for Organ (1986)
- Psalm 51 für gemischten Chor und Orgel (1987)
- Shepherds Watched Their Flocks By Night für gemischten Chor und Orgel (1987)
- Hosanna für gemischten Chor und Orgel (1987)
- Agnus Dei für gemischten Chor und Orgel (1987)
- The Lord's Prayer für gemischten Chor und Orgel (1988)
- Celebration of Color and Light für Sinfonieorchester (1988)
- Bijou Dream, Songs für das Theater (Texte: Lee Sullivan) (1988)
- Devina's Dream Dance für Jugendsinfonieorchester (1989)
- Into Light für Kammerensemble (1989)
- Lutheran Liturgy für gemischten Chor, Gemeinde, Pastor und Orgel (1989)
- Litany für Orgel (1990)
- Cortege für Orgel (1990)
- Two Psalms für Bläserorchester (1990)
- Danza de los Duendes für Sinfonieorchester (1991)
- Piano Concerto No. 1 für Klavier und Sinfonieorchester (1993)
- Aeolian Muses, Trio für Klarinette, Fagott und Klavier (1993)
- with brightness round about it für Bläserorchester (1993)
- Tormenta del Sur für Sinfonieorchester (1994)
- Sanctus für gemischten Chor, Orgel und Bläser (1994)
- Gloria Te Deum für Orgel und Bläseroktett (1995)
- Rhythms and Rituals für Bläserquintett und Klavier (1995)
- Incantation and Allegro, Trio für Oboe, Fagott und Klavier (1995)
- String Quartet No. 1 (1995)
- Danza de los Duendes für Bläserorhester (1996)
- Wind Symphony No. 1 (1996)
- A New Life, Duett für Bassposaune und Klavier(1997)
- A Festive Violet Pulse für Sinfonieorchester (1997)
- In Unity and Love für gemischten Chor und Orgel (1997)
- Piano Sonata No. 1 (1997)
- with brightness round about it für Brass Band (1998)
- Elfin Thunderbolt für Bläserorchester (1998)
- Gloria Te Deum für Orgel (1999)
- Missa Mysteriorum für gemischten Chor und Bläserensemble oder Orgel (1999)
- Christ By Whose Death the Church on Earth Was Born für gemischten Chor und Orgel (1999)
- Island Echoes für Perkussionstrio (2000)
- Inquiet Spirits (String Quartet No. 2) (2000)
- Concerto for Piano and Wind Ensemble (2000)
- Atacama Sonata für Flöte und Klavier (2001)
- Agnus Dei für Orgel (2001)
- Clown in the Moon für gemischten Chor, Klavier und Perkussion (2001)
- Triolet für gemischten Chor, Klavier und Perkussion (2001)
- Dos Danzas Latinas für Bläseroktett (2002)
- De profundis ad lucem für Sinfonieorchester (2002)
- Magnificat für gemischten Chor und Streichorchester oder Orgel (2002)
- Four River Songs für gemischten Chor a cappella (2002)
- of Nature für zwei Oboen und zwei Fagotte (2003)
- Fantasy for Orchestra (2003)
- Christ By Whose Death the Church on Earth Was Born für Orgel (2003)
- Voices That Beautify the Earth für Soloflöte (2003)
- Zelo für Jugendstreichorchester (2003)
- Peace Be Within These Walls für gemischten Chor und Orgel (2004)
- God of Justice für gemischten Chor, Kammerorchester und Solisten (2004)
- Sonata for Bassoon and Piano (2004)
- Wedding Blessing für Bariton, Oboe, Klavier und Orgel (2004)
- Wedding Benediction, Duett für Männer- und Frauenstimme (2004)
- Requiem für gemischten Chor und Sinfonieorchester (2004)
- String Quartet No. 3 (2005)
- Psalm 138 für gemischten Chor, Mezzosopran und Klavier (2005)
- Love's Philosophy für Sopran und Klavier (2005)
- Sacred Songs and Interludes für gemischten Chor, Solisten, Flöten, Keyboards und Perkussion (2006)
- Traverso Mistico für Flöte/Cello und Kammerorchester (2006)
- Introduction and Allegro for Violin and Piano (2006)
- Novena für Vokalquartett, Kammerensemble und elektroakustische Instrumente (2006)
- Washington's Landing für Brass Band (2006)
- Ave Maria für Bariton, Oboe und Klavier (2006)
- O Magnum Mysterium für gemischten Chor, Flöte und Klavier (2006)
- Two Moods for Harp (2006)
- Two Emily Dickinson Songs für Chor a cappella (2006)
- Spectral Moments für Kammersextett (2007)
- Reflections für Kammersextett (2007)
- Psalm 15 für gemischten Chor und Orgel (2007)
- Music, when soft voices die für Bariton und Klavier (2007)
- Night Train für Querflöte, Celloquartett und Perkussion (2008)
- The Bell für Bariton, Klavier und Vibraphon (2008)
- Idyll für Violine und Klavier (2008)
- Luminosity für Brass Band (2008)
- Music, when soft voices die für Chor a cappella (2008)
- Two Shakespeare Songs für Tenor und Klavier (2009)
- Other Sun für elektrische Flöte, Celloquartett, Klavier oder Cembalo und Perkussion (2009)
- Streaming Green für Flötenchor (2009)
- Sonnet 116 für Chor a cappella (2009)
- Lumen Christi für Chor, elektrische Flöte, Orgel und Perkussion (2009)
- Prelude and Fugue für Orgel
- Chamber Symphony No. 1
- Collected Liturgical Works
- Concerto for Flute

## Diskografie
- Nancy Galbraith: Four Chamber Works, 1999
- Nancy Galbraith: Atacama, 2003
- Nancy Galbraith, 2003
- Sacred Songs & Interludes, 2007
- Nancy Galbraith: Cuarteto Latinoamericano, 2008
- Nancy Galbraith: Other Sun, 2010